# Forêt de Jérusalem
La forêt de Jérusalem (hébreu : יְרוּשָׁלַיִם יער, Ya'ar HaYerushalayim) est une forêt en Israël, située en Judée, à proximité du mont Herzl sur les monts de Judée, à quelques kilomètres l'ouest de la capitale d'Israël, Jérusalem.
Cette jeune forêt a été  plantée dès l'année 1956 par le Fonds national juif, financée par des donateurs privés.

## Historique

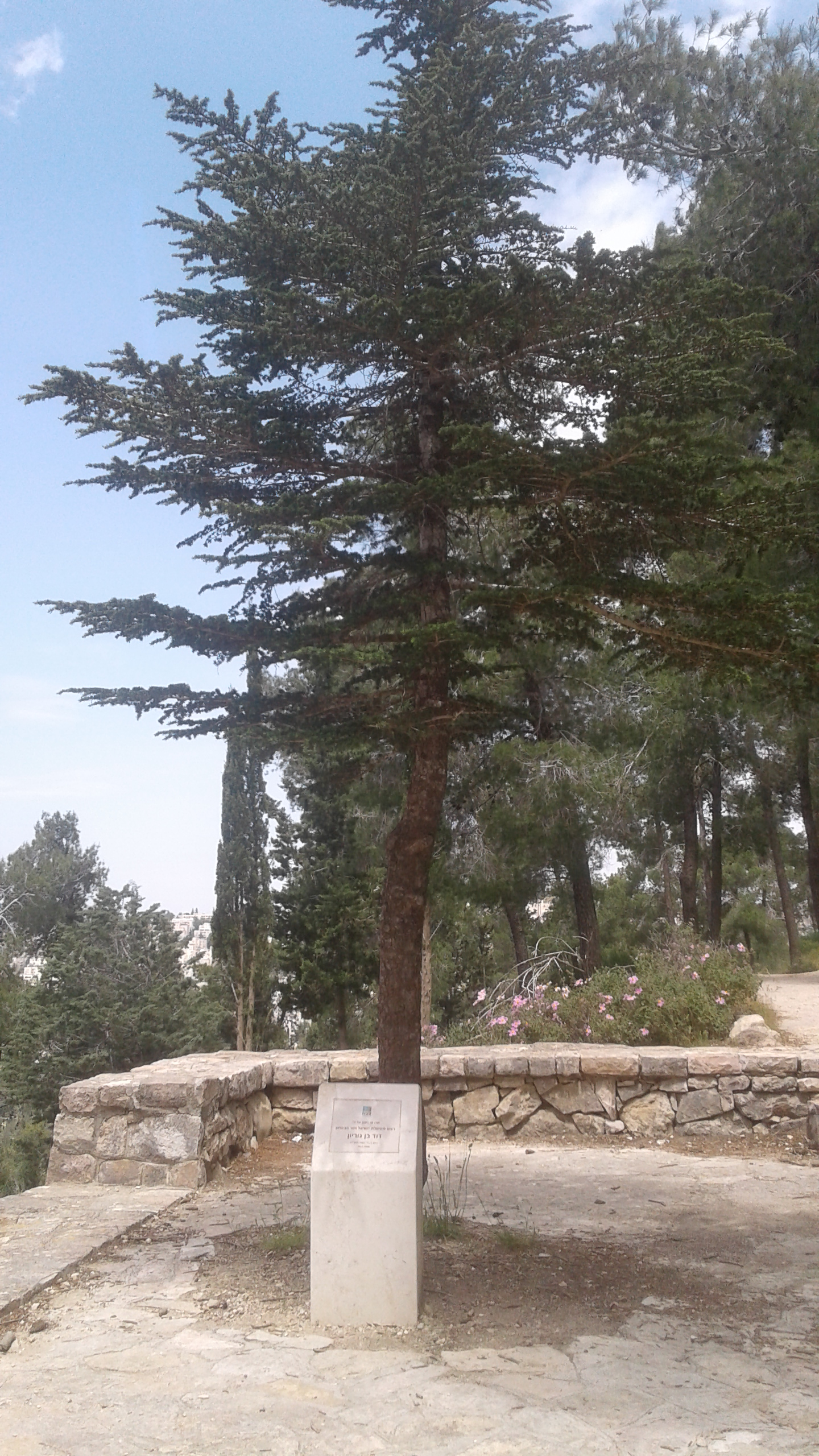
Le Cèdre du Mémorial, dédié au premier Président d'Israël, Ben Gourion.

Quelques années après la création de l'État d'Israël en 1948, le Fonds national juif a poursuivi son œuvre ambitieuse de reforestation du pays, commencée dès 1907 dans la forêt Ben Shemen, devenue par la suite la forêt Herzl.
Dès 1956, des milliers d’arbres ont permis de reboiser les alentours de Jérusalem, en reconstituant des forêts sur des collines alors dénudées et rocailleuses, à l'état d'abandon. Ces efforts ont  principalement porté dans l'ouest de la capitale, en vue de créer une ceinture verte.
Le premier arbre de la Forêt de Jérusalem a été  planté en 1956 par  le second Président d'Israël, Yitzhak Ben-Zvi. Dans la forêt de Jérusalem, un cèdre de l'Atlas a été planté en l'honneur du premier Président d'Israël, David Ben Gourion. À la fin de ce projet, la surface totale de la forêt fut de 4,550 dunams (soit 455 hectares).
Au fil de années, les limites de la forêt ont été  réduites, du fait de l'expansion urbaine mal maîtrisée ; elle ne couvrirait plus aujourd'hui  que 1,250 dunams (soit 125 hectares).

## Description

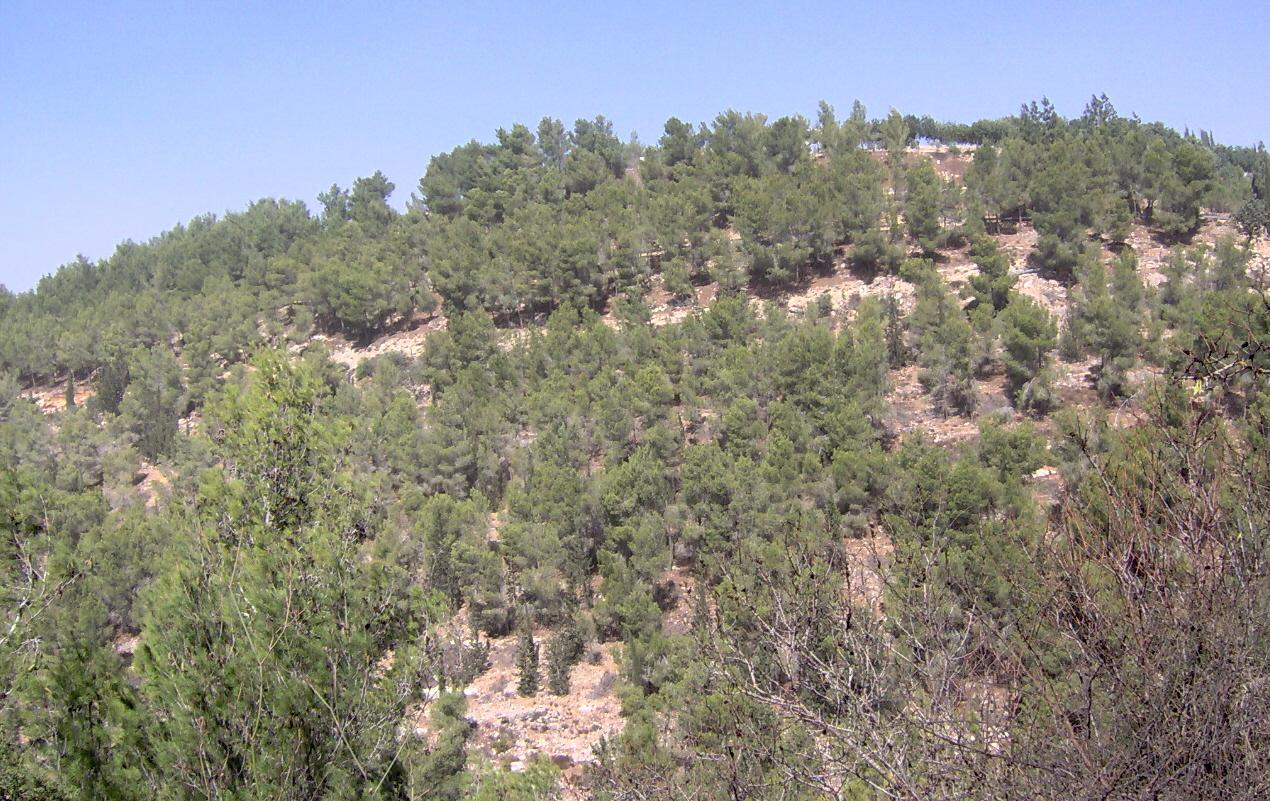
Vue générale sur la forêt de Jérusalem.

La forêt de Jérusalem avec ses 455 hectares, qui certes n'est pas une grande forêt en Israël, a néanmoins une forte renommée dans le pays, du fait de sa jeune histoire, et suscite un fort attachement des habitants de  Jérusalem, étant un lieu de détente, de loisirs et de culture.
Située à quelques kilomètres à l'ouest de la capitale, près du mont Herzl sur les monts de Judée, et à quelque 700 mètres d'altitude, cette forêt récente n'est pas moins attractive que la forêt des Martyrs ou la forêt d'Eshtaol qui sont également toutes situées à l'ouest de Jérusalem.
Il s'agit d'une forêt de conifères, essentiellement composée de pins de Jérusalem et de cyprès, depuis  ses origines. Par la suite, d'autres essences ont été introduites comme le chêne de Palestine, le caroubier et le térébinthe. Des essences typiques au pays comme le figuier, le grenadier et l'olivier complètent harmonieusement cette forêt.
Comme beaucoup de ces forêts aménagées et dans l'esprit de leurs concepteurs, elle offre aux citadins et aux touristes un espace de loisirs variés par des circuits de randonnées et des installations sportives et touristiques, ainsi que de beaux points de vue panoramiques.
Le Yad Vashem qui est le musée de l'Holocauste est situé dans la forêt de Jérusalem au pied du Mont Herzl.
La forêt de Jérusalem sert aussi de refuge pour la vie sauvage malgré sa proximité de la grande ville, il existe même  des meutes de chacals qui y vivent.

## Préservation

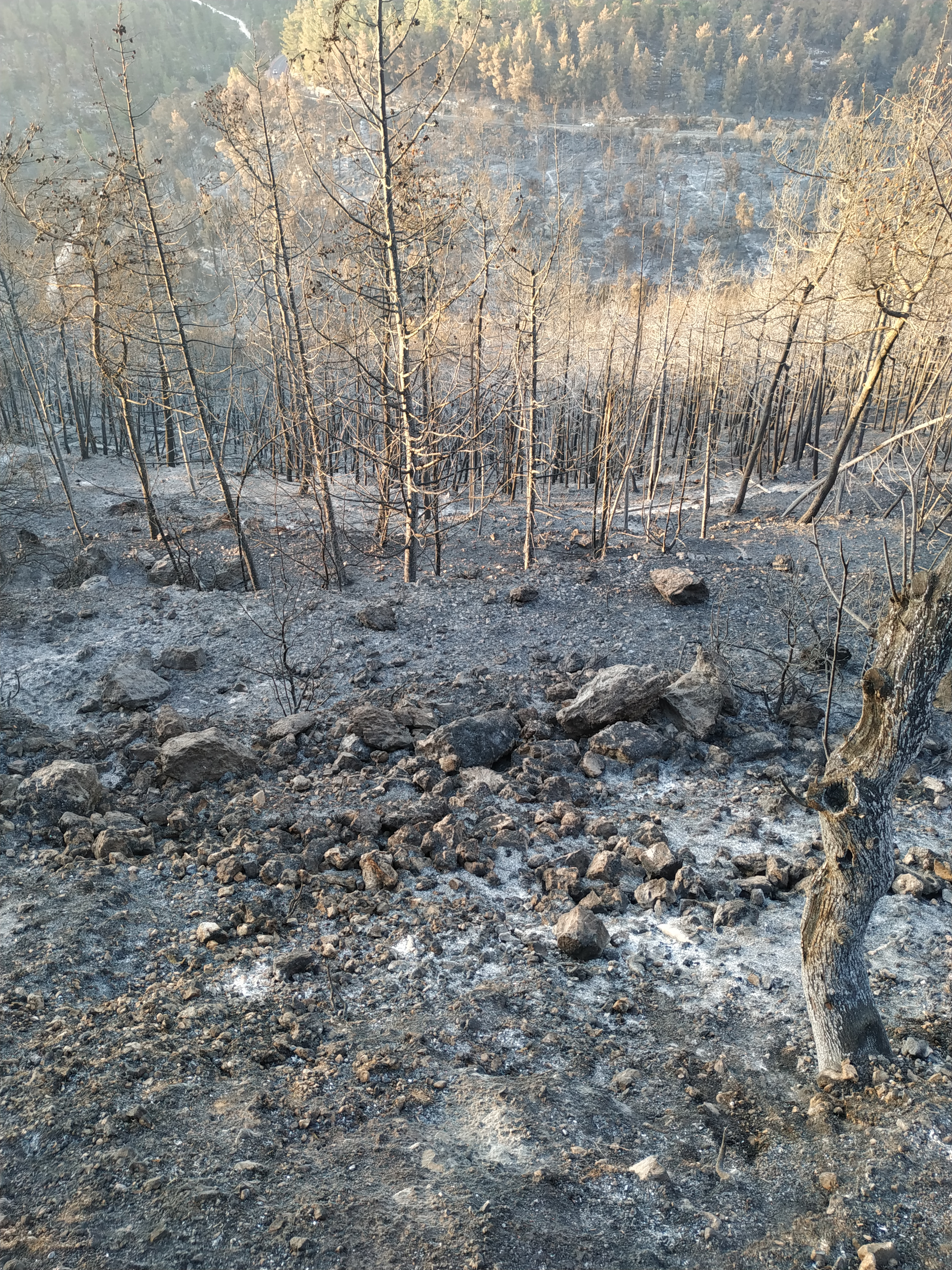
Les incendies de forêt sont une menace réelle pour les forêts à l'ouest de Jérusalem.

Des projets envisagés par la municipalité de Jérusalem, telle la construction de la Route 16 de Jerusalem, menacent très sérieusement la pérennité de la forêt. Ces projets ont suscité une forte réaction des organisations environmentales  et des habitants de Jérusalem, particulièrement ceux qui vivent à côté de la forêt. À la fin des années 1990, des organisations de défense de l'environment et des résidents se sont mobilisés pour lutter pour l'avenir de la forêt et de sa protection.
Une autre grande vulnérabilité touche la forêt de Jérusalem, comme nombre d'autres à l'ouest de la capitale, il s'agit des incendies dévastateurs qui surviennent à la saison sèche et dont les municipalités qui les gèrent sont souvent très mal équipées et peu préparées. En 2021, 1 100 hectares de forêts, à l'ouest de Jérusalem, avaient disparu dans les flammes.
Cependant, comme la majorité des forêts du pays, elle a été plantée par le Fonds national juif, qui continue de l'entretenir et cherche à préserver le patrimoine forestier d'Israël, grâce aux aides des KKL d'Argentine, d'Australie, d'Italie et d'Israël.

## Galerie

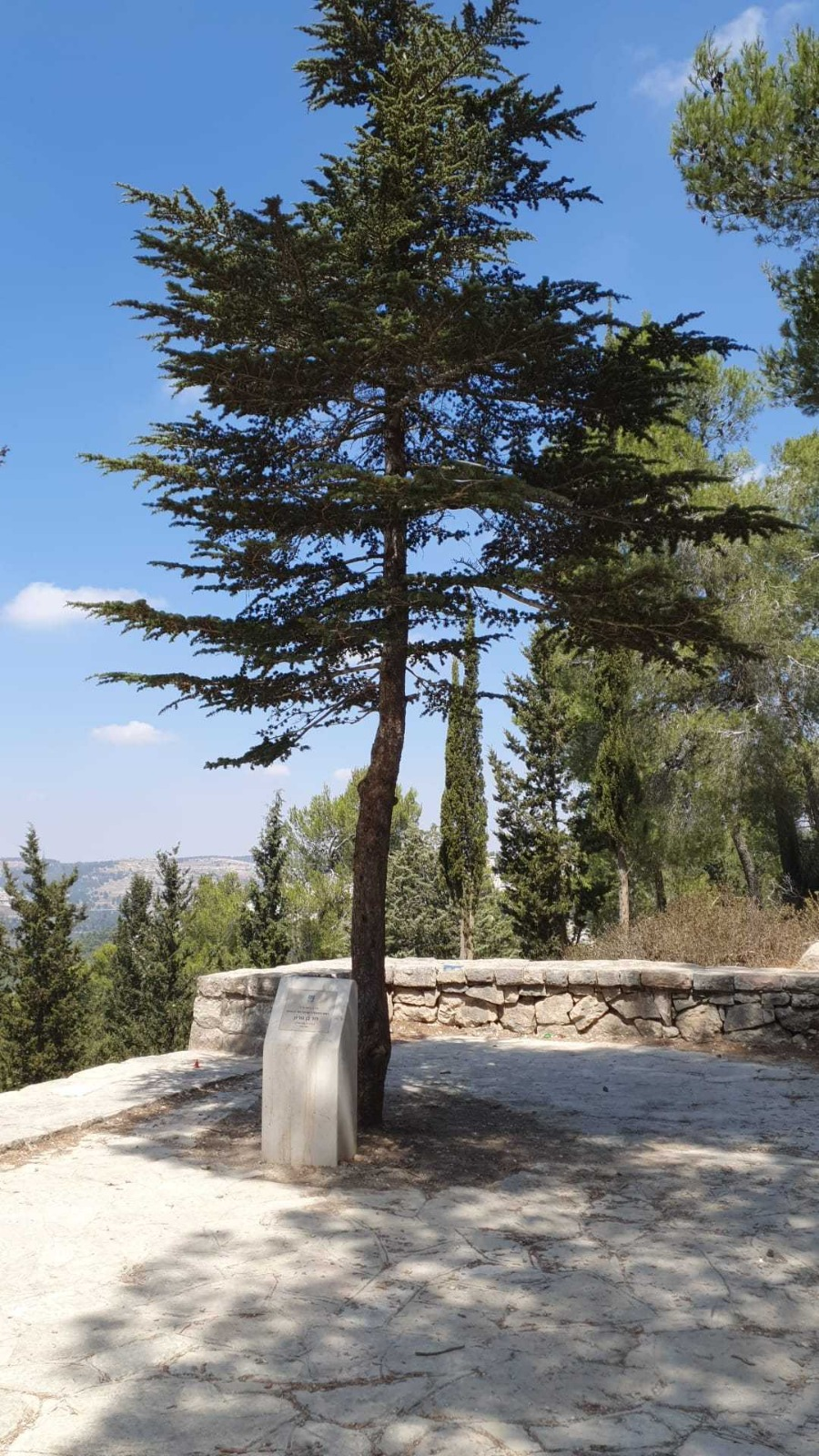
Le cèdre planté en souvenir de Erez Ben Gourion.
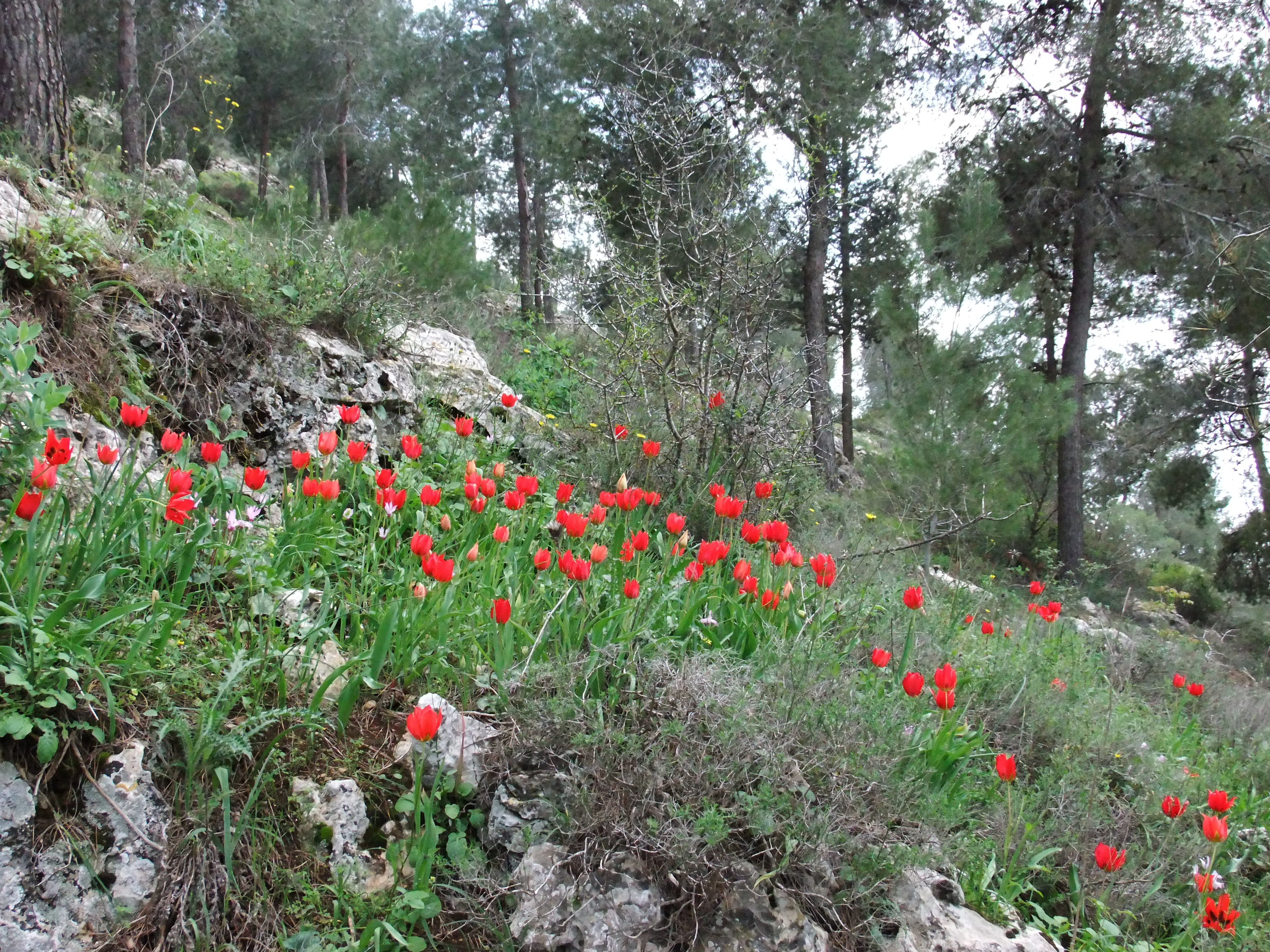
La Forêt de Jérusalem.
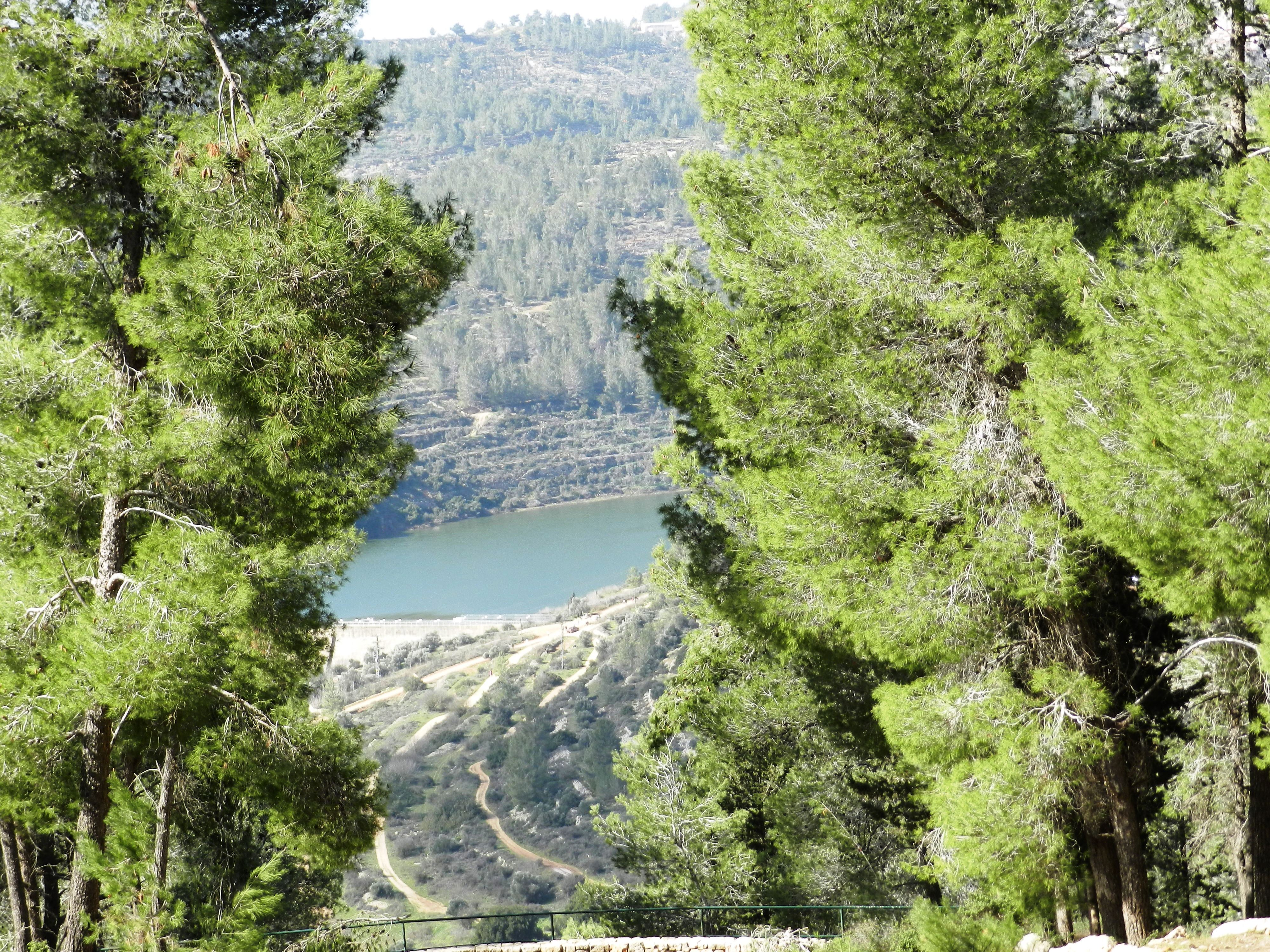
Le réservoir de Beït Zait vu depuis le sentier de randonnée planté de cèdres dans la Forêt de Jérusalem.
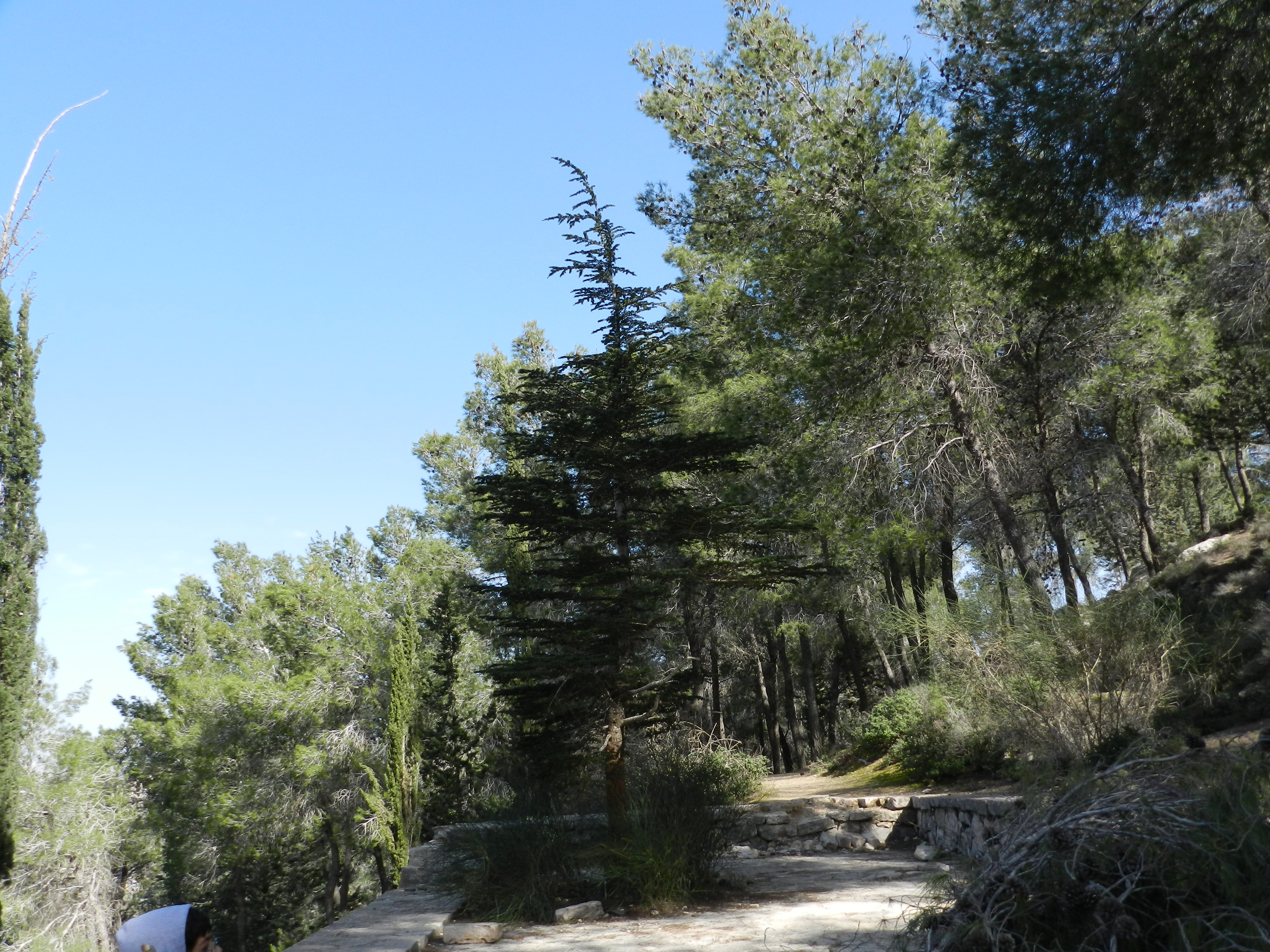
Le cèdre de Ben Gourion, planté en l'honneur du premier Président d'Israël dans la Forêt  de Jérusalem.
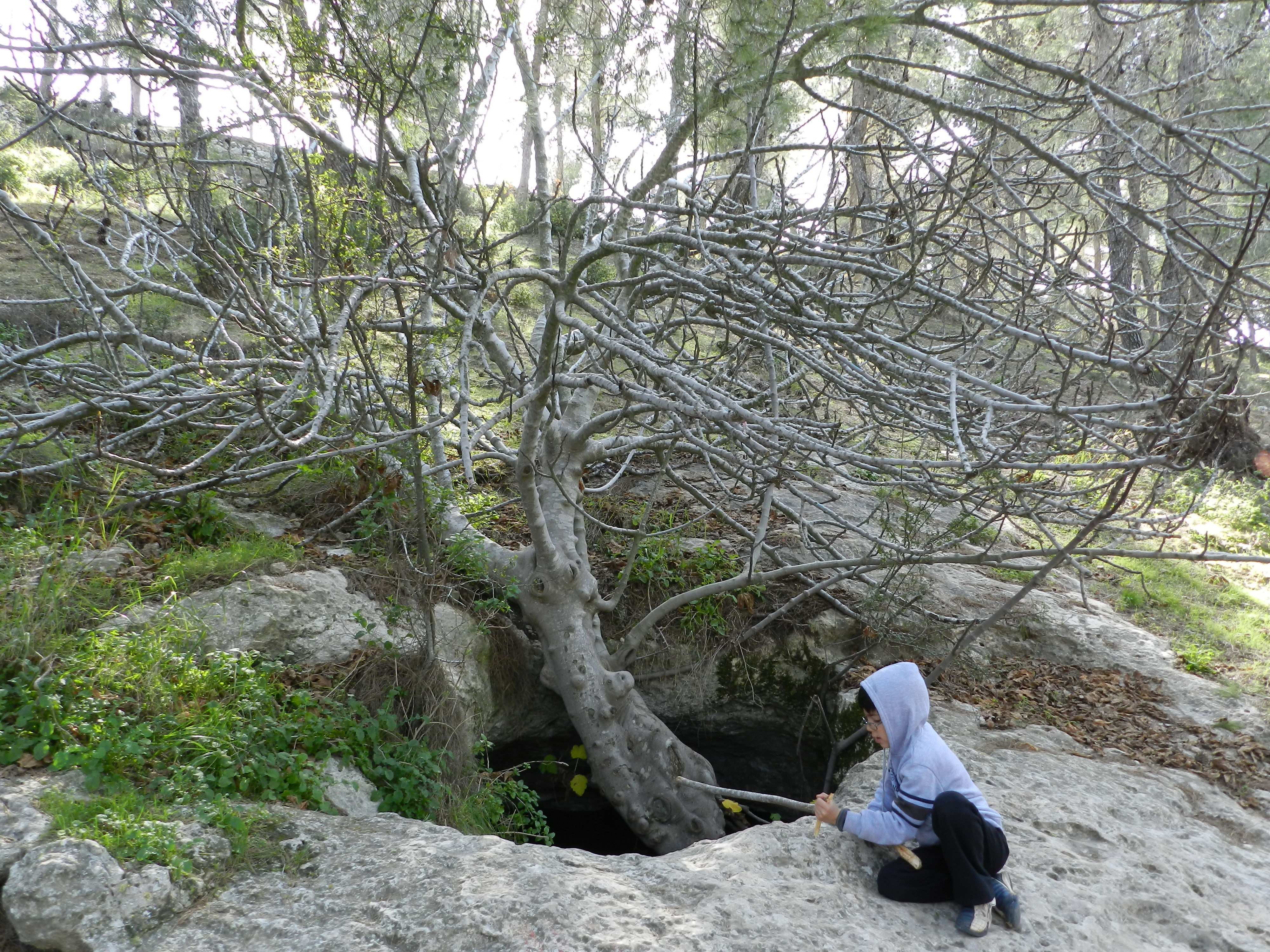
Un figuier dans la Forêt de Jérusalem.
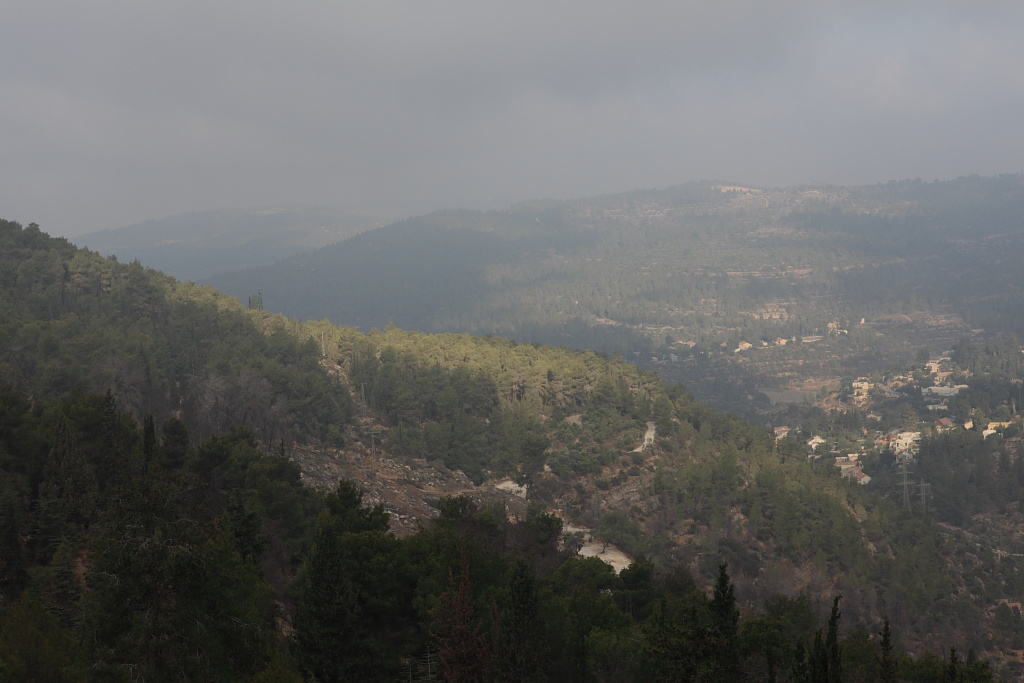
Vue générale depuis le mont Herzl.